# 中国—埃塞俄比亚关系
中国—埃塞俄比亚关系，是指中國和埃塞俄比亞之間的雙邊關係。中国和埃塞俄比亚兩國於1970年11月24日建交，埃塞俄比亞在中國北京設有大使館，中國亦在埃塞俄比亚阿迪斯阿貝巴設大使館。於2009年，中國在埃塞俄比亞的直接投資達到9億美元，兩國的雙邊貿易總額為13億。

## 歷史
中國和埃塞俄比亞兩國首次的接觸是在何時，至今仍未有定論。漢學家阿尔伯特·赫尔曼認為在公元1至6年漢平帝執政時期曾有來自非洲之角一個名為「Agazi」或「Agazin」國家的犀牛到訪中國，但有其他漢學家認為該國應是位於馬來西亞、印度和印尼等地，而非埃塞俄比亞。埃塞俄比亞專家理查德·潘克赫斯特指，中國人在唐朝（公元618-907年）已熟悉非洲之角地區並與之交易，購得象牙、犀角、珍珠、麝香、奴隸等貨品。有考古學家根據中國古錢幣和瓷器等物證，判定中國在元朝時越來越多與非洲人交易。
自2000年開始，中國和衣索比亞的經濟關係急速升溫，衣索比亞多年以來學習中國的經濟發展模式並大量接受來自中國的投資，成為非洲經濟發展最快的國家，同時衣索比亞也是中國一帶一路最重要的參與國之一，因而有「東非的小中國」之稱。
2023年10月17日，中国与埃塞俄比亚建立全天候战略伙伴关系。
- 1964年1月30日 中国代表团访问埃塞俄比亚
- 1964年1月30日 中国代表团访问埃塞俄比亚 周恩来与海尔·塞拉西一世
- 1964年1月31日 中国访问埃塞俄比亚 周恩来与海尔·塞拉西一世会谈

## 經貿關係

### 援助
中國對埃塞俄比亞提供的援助包括派遣醫療隊和教師到埃塞俄比亞，以及向中國留學的埃塞俄比亞學生提供獎學金。2008年12月，中華人民共和國教育部副部長表示中國將在埃塞俄比亞開設職業學校，並計劃招收3000名學生，培訓他們在工業、修理汽車、建築等方面的技能。2009年6月，中國宣佈將在埃塞俄比亞資助建設蒂鲁内什·迪巴巴北京醫院，佔地約6000平方米，提供100張病床。該醫院是以在2008年北京奧運會贏得兩枚金牌的埃塞俄比亞選手蒂鲁内什·迪巴巴命名。
中國亦向埃塞俄比亚提供了大量優惠貸款，協助該國建造基建項目，於2003年開通的阿迪斯阿貝巴環城公路（Addis Ababa ring road）便是一例。 2002年，中国水利水电建设股份有限公司於2007年開始在特克澤河建設水電站，惟工程嚴重延誤並超支；2009年7月，埃塞俄比亞又與中国水电簽署進一步的協議，建設水力發电站，而中國將以優惠貸款等方式資助項目成本的85％。從2000年至2018年，中國開始大舉投資衣索比亞，埃塞俄比亞從中國借貸至少121億美元。中國的援建項目包括水利工程、公路、城建、工業製造和電信網絡等領域，幫助衣索比亞這個農業國提升工業水平。著名的項目包括非盟會議中心、非洲疾病预防控制中心、非洲第一條現代電氣化鐵路亞吉鐵路和阿迪斯阿貝巴的城市輕軌建設。截至2019年，衣索比亞260億美元外債中有一半來自中國，由於2020年的2019冠状病毒病疫情爆發，中國也對埃塞俄比亞提供了相關援助，並且減免、推遲了埃塞俄比亞的部分債務。

### 投資和貿易
於2009年，中國在埃塞俄比亞的直接投資達到了9億美元。於2006年，埃塞俄比亞到中國的出口總額約為1.3億美元，主要出口產品包括皮革等原材料；中國到埃塞俄比亞的出口總額約為4.3億美元，2006年，出口產品包括低價服裝、機械和電子設備等。到2009年，雙邊貿易額已增長至130億。 在2017/18財政年度，埃塞俄比亞全國投資項目中中資佔比將近24%，全國有超過400個金額超過40億美元的中資項目在投入運作，其中大多數為工業園區和房地產領域。

## 基建合作
位于埃塞俄比亚中部的阿达玛风电站由中国企业中国电建集团承建，该电站也是中国境外实施的最大的风电项目。

## 外部連結
- 中華人民共和國駐埃塞俄比亞聯邦民主共和國大使館官方網站（简体中文）（英文）
  - 中華人民共和國駐埃塞俄比亞聯邦民主共和國經濟商務處大使館官方網站（简体中文）
- 埃塞俄比亞駐華大使館官方網站（简体中文）（英文）